# Philautus sanctisilvaticus
Philautus sanctisilvaticus és una espècie de granota que es troba a l'Índia.
Està amenaçada d'extinció per la pèrdua del seu hàbitat natural.